# Päivi Räsänen
Päivi Maria Räsänen (nata Kuvaja; Sonkajärvi, 19 dicembre 1959) è una politica finlandese.
Presidente dei Democratici Cristiani Finlandesi dal 2004 al 2015, è stata Ministro dell'Interno della Finlandia tra il 2011 e il 2015.
Laureata in medicina, Räsänen entrò in politica nei primi anni '90 del XX secolo, candidandosi al parlamento nel 1991. È stata nel Consiglio Comunale di Riihimäki dal 1993, e nel Parlamento della Finlandia dal 1995. È stata eletta presidente dei Cristiano-Democratici il 2 ottobre 2004. 
Dopo aver guidato i Cristiano-Democratici unendosi alla Coalizione di governo, è stata nominata Ministro dell'Interno nel settantaduesimo governo finnico guidato da Jyrki Katainen.